# Vertice tra Stati Uniti e Corea del Nord del 2018

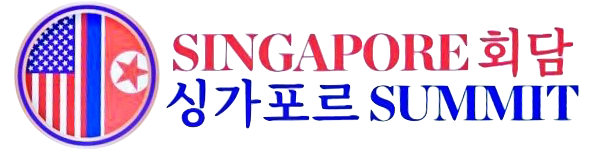
Logo del vertice usato dagli Stati Uniti.

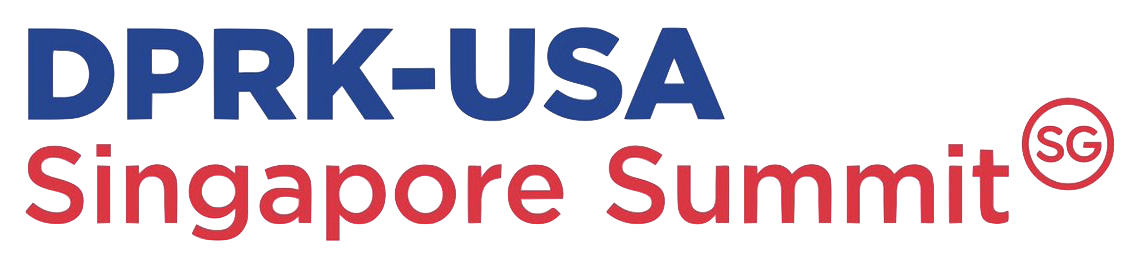
Logo del vertice usato da Singapore.

Il vertice tra Stati Uniti e Corea del Nord si è svolto sull'isola di Sentosa, a Singapore, il 12 giugno 2018 tra Donald Trump, Presidente degli Stati Uniti, e Kim Jong-un, Capo supremo della Corea del Nord: si è trattato del primo storico incontro tra i Capi di Stato dei due Paesi.

## Scenario storico

Gli Stati Uniti d'America (in arancione) e la Repubblica Popolare Democratica di Corea (in verde)

La divisione della Corea risale al 1945, ma la proclamazione dei due Stati avvenne nel 1948: la Corea del Nord di Kim Tu-bong era orientata all'ideologia comunista, mentre la Corea del Sud di Syngman Rhee si dichiarava filo-statunitense. La Guerra di Corea (1950-1953) si concluse con l'armistizio di Panmunjeom, ma senza veri e propri accordi di pace. Il conflitto continuò sporadicamente negli anni seguenti, con le truppe americane stabili in Corea del Sud. La Corea del Nord costruì il suo primo reattore nucleare nel 1963, cominciando a produrre in massa armi nucleari negli anni '80. Nonostante nel 1992 fosse stata firmata dalle due Coree una Dichiarazione congiunta di denuclearizzazione, nel 2002 il Presidente degli Stati Uniti George W. Bush definì la Corea del Nord come parte del cosiddetto "Asse del Male", inserendo il Paese nella lista di Stati "promotori" del terrorismo, e l'anno dopo lo Stato asiatico si ritirò dal Trattato di non proliferazione nucleare. Verso la fine della Presidenza Bush, tuttavia, lo Stato asiatico offrì volontariamente informazioni sul proprio programma nucleare in cambio di un alleviamento delle sanzioni, ottenendo l'esclusione dalla suddetta lista.
Barack Obama, successore di Bush, optò per una politica di "pazienza strategica", con la quale alle provocazioni non sarebbe più seguito l'invio di diplomatici presidenziali, ma aspre sanzioni economiche e presidi militari coordinati da Corea del Sud e Giappone. Le tensioni tra le due Coree, inoltre, si acuirono in seguito al bombardamento di Yeonpyeong del 2010. Infine, con la morte di Kim Jong-il e la salita al potere di Kim Jong-un, dal 2011 la Nord Corea intensificò il proprio programma nucleare.
Nel 2016 venne eletto nuovo Presidente statunitense Donald J. Trump, oppositore della politica obamiana di "pazienza strategica". Pur mantenendo una forte posizione critica, Trump si dichiarò disponibile al dialogo, dicendosi pronto a "mangiare un hamburger con Kim"; in risposta, diversi siti nordcoreani lo definirono un "politico saggio". Nel 2017 inoltre, Moon Jae-in, neo-Presidente della Corea del Sud, promise la ripresa della Sunshine policy e la distensione dei rapporti con la sua controparte settentrionale.
Nel frattempo, però, la Corea del Nord continuò i suoi esperimenti, arrivando a lanciare, nel luglio 2017, il suo primo missile balistico intercontinentale, lo Hwasong-14. La risposta di Trump fu molto dura, dichiarando che, continuando in questo modo, Kim avrebbe dovuto affrontare "fuoco e fiamme come il mondo non ha mai visto"; a queste dichiarazioni, la Nord Corea annunciò che il prossimo test missilistico si sarebbe tenuto vicino al territorio americano di Guam. Il 3 settembre la Nord Corea testò la sua prima bomba a idrogeno, incorrendo in nuove sanzioni e tornando, dopo nove anni, nella lista di Stati "promotori" del terrorismo. Il 28 novembre venne lanciato un nuovo missile, capace di raggiungere gli Stati Uniti, che venne presentato da Kim Jong-un come l'arma che poneva la sua nazione in una condizione di forza; l'ONU reagì con ulteriori sanzioni.
Nel suo discorso di fine anno, Kim propose di mandare una delegazione nazionale ai prossimi Giochi olimpici invernali in Sud Corea: le due Coree sfilarono insieme durante la cerimonia di apertura e formarono una squadra congiunta di hockey femminile. Kim, inoltre, mandò una delegazione diplomatica composta, tra gli altri, da Kim Yong-nam, Presidente dell'Assemblea Popolare Suprema, e dalla sorella Kim Yo-jong, Direttrice del dipartimento per l'agitazione e la propaganda, con un invito ufficiale in Corea del Nord per il Presidente Moon.

## Preparativi

### Reazione nordcoreana
Ad inizio 2018, Kim Jong-un in un suo discorso, aveva annunciato che il programma nucleare era concluso, affermando: "Il pulsante nucleare è sulla mia scrivania", al che Trump rispose: "Anch'io ho un pulsante nucleare sulla mia scrivania, ma il mio è più grande e funziona". Nel frattempo, però, i rapporti con la Corea del Sud migliorano sensibilmente, con Kim che dichiarò di voler incontrare Moon Jae-in, inizialmente restio a causa del programma nucleare nordcoreano. Tuttavia, in seguito all'inizio della denuclearizzazione, il 27 aprile Kim e Moon si incontrarono al villaggio di Panmunjeom, al confine tra le due Coree, nella zona denuclearizzata coreana: Kim Jong-un divenne così il primo leader nordcoreano ad entrare in Corea del Sud dopo 65 anni dalla fine della Guerra di Corea.

## Il vertice

### L'incontro

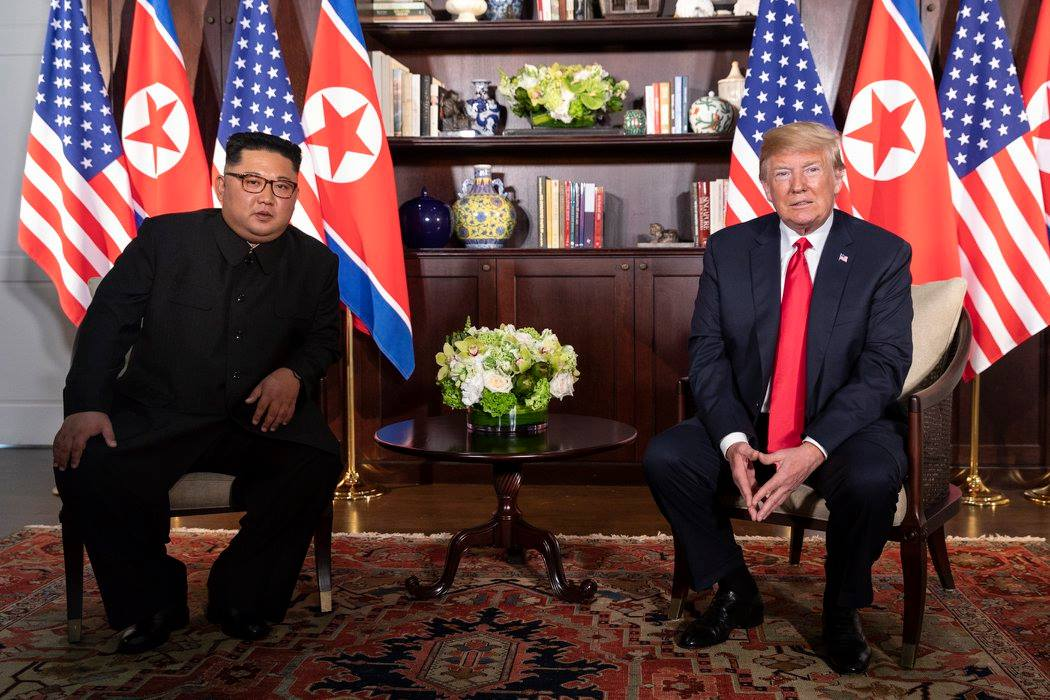
Trump e Kim insieme prima della firma della Dichiarazione congiunta

Donald Trump e Kim Jong-un si incontrarono il 12 giugno alle 9.05 (ora locale), stringendosi simbolicamente la mano. Subito dopo, cominciò un faccia a faccia di quaranta minuti tra i due leader con i soli interpreti presenti; una volta usciti, Trump definì il colloquio appena terminato come "molto molto buono".

### Firma della Dichiarazione congiunta
Successivamente, Trump e Kim firmarono una "Dichiarazione congiunta", con la quale i due Stati si impegnavano a:
- stabilire nuove relazioni diplomatiche con l'obiettivo di ottenere pace e prosperità;
- costruire una situazione di pace stabile e duratura nella penisola coreana;
- denuclearizzare tutta la penisola coreana;
- rimpatriare tutti i prigionieri di guerra e i dispersi.

Oltre a ciò, gli Stati Uniti si impegnavano anche a proteggere la Corea del Nord in caso di minacce militari.

## Delegazioni presenti
Stati Uniti (USA)
- Donald Trump, Presidente
- Mike Pompeo, Segretario di Stato
- John F. Kelly, Capo di gabinetto della Casa Bianca
- John R. Bolton, Consigliere per la sicurezza nazionale

 Corea del Nord (DPRK)
- Kim Jong-un, Leader supremo della Repubblica Popolare Democratica di Corea
- Ri Yong-ho, Ministro degli Affari Esteri della Repubblica Popolare Democratica di Corea
- Kim Yong-chol, Vicepresidente del Partito dei Lavoratori di Corea
- Ri Su-yong, Vicepresidente del Comitato centrale del Partito dei Lavoratori di Corea